# Дача «Омюр» в Ялте
Дача «Омюр» — достопримечательность, памятник градостроительства и архитектуры в городе Ялте. Особняк построен в 1888 году архитектором К. Р. Овсяным по заказу К. М. Иловайской.
С октября 1898 года по апрель 1899 года в этом доме жил и работал русский писатель и драматург Антон Павлович Чехов.
В разные годы на даче гостили, бывали с визитами, проживали известные деятели российской культуры и искусства: М. А. Волошин, А. М. Горький, М. П. Чехова, И. Н. Альтшуллер, М. Л. Оболенская, Ф. П. Орлов, Д. А. Усатов, Л. Н. Толстой.
С 2006 года в трёх комнатах первого этажа размещается экспозиционный проект Дома-музея А. П. Чехова в Ялте под названием «Крымские встречи А. П. Чехова», затем — выставка «Чехов и Украина», с 2014 года — «Чехов и Крым». С 2016 года отдел «Чехов и Крым» входит в состав государственного «Крымского литературно-художественного мемориального музея-заповедника». Остальные помещения особняка используются как частное жильё. Здание музея признано объектом культурного наследия народов России и охраняется государством.

## История
Особняк Иловайских построен в 1888 году по проекту архитектора-любителя Константина Романовича Овсяного, в неоготическом стиле. По моде того времени здание имело второе название — его называли дачей «Омюр», что в переводе с тюркского означает «жизнь». Южный фасад дачи, с семейным гербом древнего рода Иловайских, смотрел на юг; из окон комнат, которые занимал Чехов, было видно море. С Иловайскими писатель познакомился в 1892 году, когда вместе со своим другом, петербургским издателем Алексеем Сергеевичем Сувориным, посетил конный завод в селе Хреновом, Воронежской губернии, с целью сбора пожертвований для голодающих. В это время в Ялте уже был построен особняк Иловайских с экзотическим названием «Омюр».
28 октября 1898 года Чехов пишет А. С. Суворину из Ялты:
Теперь я живу на даче Иловайской. Помните Хреновое? Помните гоголевскую „Женитьбу“ с барышней Иловайской в роли невесты? Так вот я теперь живу у этих самых Иловайских. Обедаю вместе с madam, ведём разговоры о гомеопатии. Дочь уже замужем. Сам генерал на покое….
Ваш Чехов.
Известно, что хозяйка «Омюра», Капитолина Михайловна, стремилась создать хорошие условия проживания для больного писателя и всячески его оберегала. Антон Павлович в шутку называл её «генеральшей». Они продолжали общаться и после переезда Чехова на «Белую дачу», в собственный дом.

## Значение в жизни и творчестве писателя
Встреча с К. М. Иловайской в Ялте, её приглашение и переезд имели для писателя судьбоносное значение: именно в этот период произошли важные изменения в его жизни. На даче «Омюр» Чехов пишет 4 рассказа: «Новая дача», «По делам службы», «Случай из практики», «Душечка», а также переписывает рассказы «Жилец» и «Акцизный», здесь складывается замысел рассказа «Дама с собачкой». А 17 декабря 1898 года Антон Павлович узнал из телеграммы артистов и режиссёров Московского Художественного театра о триумфальном успехе пьесы «Чайка» на сцене Московского художественного театра.
В то же время писатель занимался оформлением сделки по продаже авторских прав петербургскому издателю А. Ф. Марксу и, по условиям договора, подготовкой для издательства А. Ф. Маркса первого собрания своих сочинений.
Вскоре А. П. Чехов покупает участок в пригороде Ялты, Аутке, где начинается строительство будущей «Белой дачи». Вместе с сестрой Марией Павловной и архитектором Л. Н. Шаповаловым писатель обсуждал на «Омюре» проект будущего дома и сада. Почти каждый день он отправлялся отсюда в Верхнюю Аутку, чтобы наблюдать за постройкой. Также в этот период Чехов покупает небольшую усадьбу в деревне Кучук-Кой (совр. Бекетово) неподалеку от старой дороги на Севастополь.
На даче Иловайской Антон Павлович много занимался общественной деятельностью: собирал средства для голодающих Самарской губернии, был избран в попечительный совет  Ялтинской женской гимназии, стал членом нескольких благотворительных обществ.

## Владельцы дачи «Омюр»
К. М. Иловайская была владелицей «Омюра» до 1913 года. После неё до 1922 года владельцем был банкир Владимир Сергеевич Татищев. Затем здание национализировали и полностью заселили новыми жильцами. 15 июля 1954 года, к 50-летию со дня смерти А. П. Чехова, на фасаде особняка была установлена мемориальная мраморная доска, утверждавшая статус историко-культурного памятника, связанного с именами А. П. Чехова, Л. Н. Толстого и А. М. Горького.

## Известные гости дачи «Омюр»
На даче «Омюр» в марте 1899 г. состоялась первая личная встреча А. П. Чехова с М. Горьким, потом они встречались ежедневно, беседовали, совершали прогулки по окрестностям Ялты. На даче Иловайской с Чеховым познакомился будущий знаменитый литератор и живописец М. А. Волошин. После отъезда Чехова, осенью 1901 года, у К. М. Иловайской снимала квартиру дочь Л. Н. Толстого — Мария Львовна Оболенская. В начале декабря Лев Николаевич, проживавший в тот период в Гаспре, в особняке графини С. В. Паниной, навестил дочь на даче «Омюр» и оставался у Иловайской на неделю. Тогда же были сделаны фотографии писателя на балконе и с дочерью в интерьерах веранды А. В. Срединым. Кроме того, несмотря на ухудшающееся здоровье, мысли Л. Н. Толстого были заняты работой над "Хаджи Муратом", работа над которым началась месяцами позже, когда в Крым прибыли тетради из Ясной Поляны. Известно, что Л. Н. Толстой звонил Антону Павловичу в Аутку по телефону. В те дни был сделан снимок: Л. Н. Толстой стоит на балконе 2-го этажа дачи Иловайских.
Среди гостей Антона Павловича на даче «Омюр» — сестра писателя, Мария Павловна, а также учителя Ялтинской женской гимназии и начальница гимназии — Варвара Константиновна Харкеевич. Навещал писателя на «Омюре» будущий архитектор чеховской «Белой дачи» Лев Николаевич Шаповалов, работавший в гимназии учителем рисования. Посещала дачу и Вера Ефимовна Голубинина, учительница музыки. Чехов звал её «мадам Голубчик», на музыкальных вечерах на даче «Омюр» она играла на фортепьяно.
Известно, что В. Е. Голубинина открыла первую музыкальную школу в Ялте, а в 1909 году вместе с композиторами Ц. А. Кюи и А. А. Спендиаровым стала членом дирекции ялтинского отделения Императорского Русского музыкального общества. Частой гостьей была учительница женской гимназии Н. А. Терновская. Она играла и пела в особняке Иловайских на проходивших какое-то время музыкальных вечерах, а иногда и путешествовала с Чеховым по окрестностям, посещая ялтинские достопримечательности.
Из письма Чехова сестре:
«Я каждый день катаюсь… Бываю в Ореанде, Массандре. Катаюсь с поповной чаще, чем с другими, — и по сему случаю разговоров много, и поп наводит справки, что я за человек».
В особняке Иловайских бывал и врач Исаак Наумович Альтшуллер, впоследствии — личный врач писателя. Альтшуллер лечил также в Крыму Льва Николаевича Толстого. В ноябре 1898 года Чехова навестила на даче «Омюр» дочь И. К. Айвазовского, Жанна. Капитолина Михайловна была «отменной хозяйкой» и её музыкальные вечера пользовались успехом у местной интеллигенции. Их посещали известные ялтинцы: учитель Ф. Шаляпина — оперный певец Дмитрий Андреевич Усатов, владелец книжного магазина «Русская избушка» Исаак Абрамович Синани, священник отец Сергий Щукин, а также многие ялтинские «антоновки» — поклонницы чеховского таланта.

## Экспозиция
В 2006 году после завершения ремонтно-реставрационных работ была открыта экспозиция в особняке Иловайских. В обстановке музея — мебель 19 века в стиле модерн, предметы интерьера, документы, картины из основных фондов музея, в 2015 году — экспозиционный проект «Чехов и Крым».
В мае 2019 года в здании музея открылась тематическая выставка «Гости дачи Омюр». Уникальная экспозиция посвящена знаменитым гостям Антона Чехова, посещавшим его на даче «Омюр». Именно в этот период он пишет рассказы «Новая дача», «Душечка», здесь у него возникает и формируется замысел известного рассказа «Дама с собачкой».

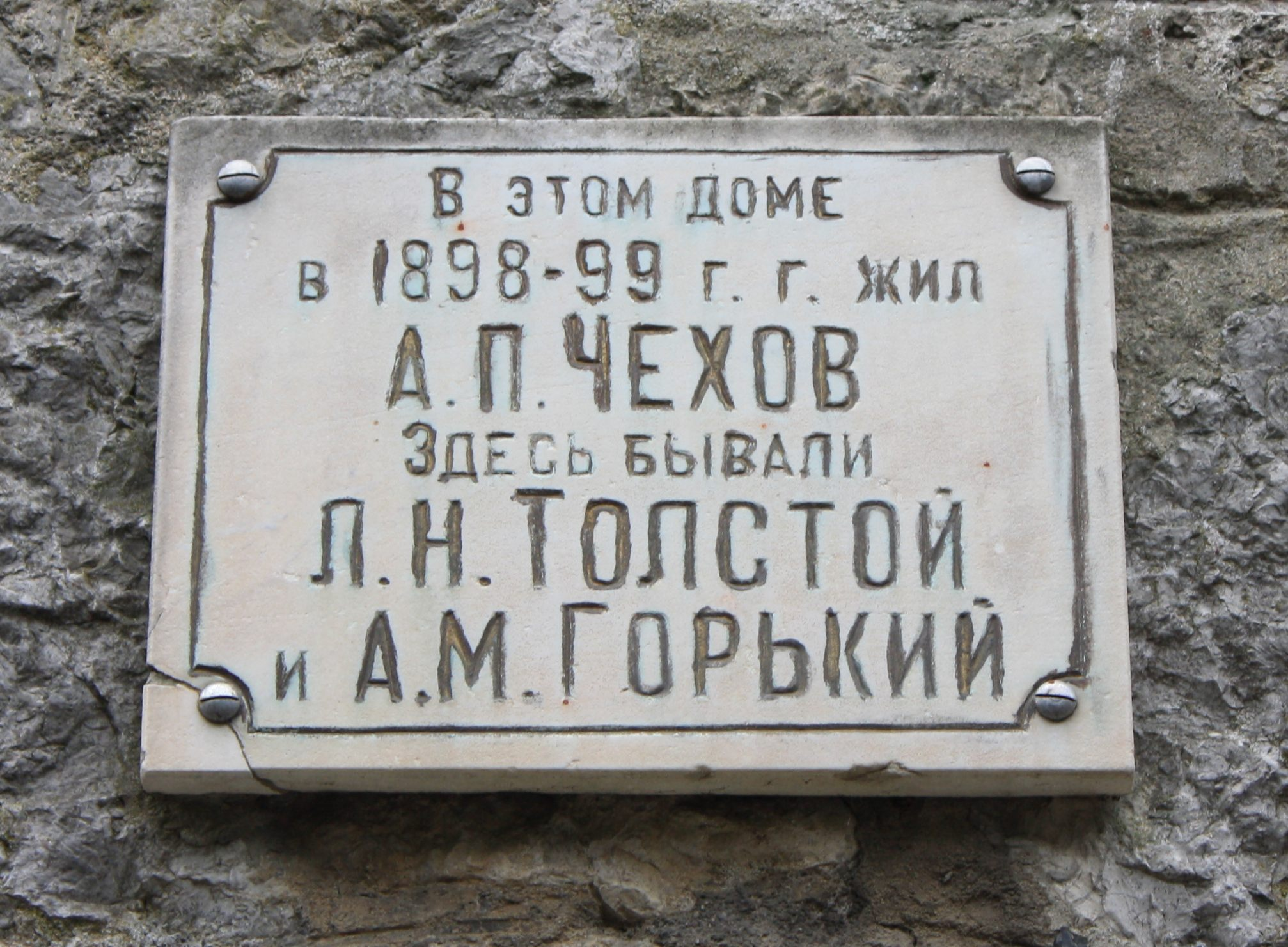
Памятная доска на стене здания
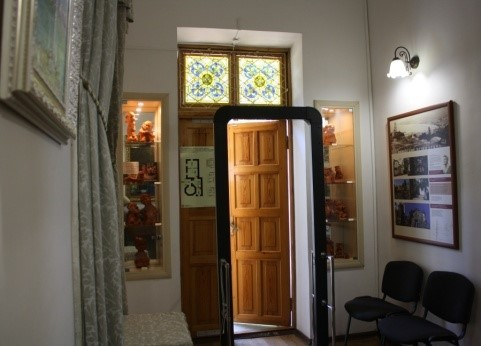
Первая комната музея
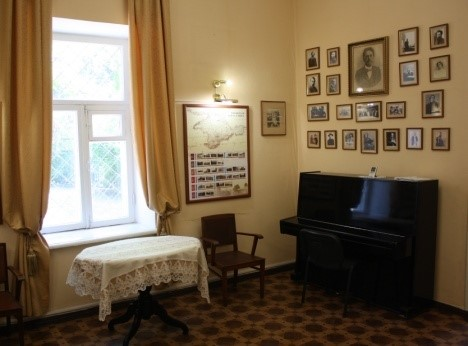
Вторая комната — коллаж над пианино
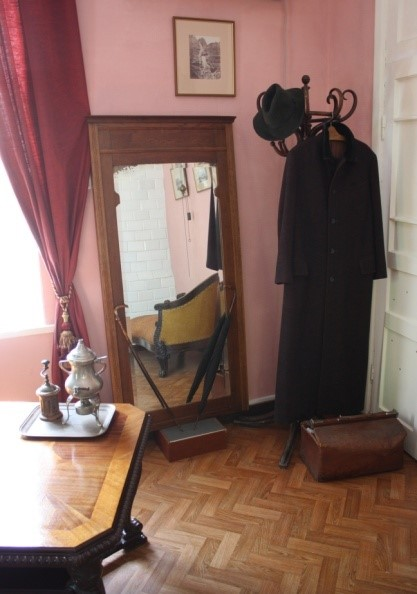
Мемориальная комната

## В литературе
Считается, что особняк Иловайских описан в рассказе А. П. Чехова «Новая дача», а в «самом ялтинском» рассказе «Дама с собачкой» нашли упоминание поездки писателя по окрестностям Ялты с учительницей гимназии Надеждой Терновской, дочерью ялтинского священника.